# Ковыриха
Ковыриха — упразднённая деревня в Усть-Кубинском районе Вологодской области.
Входила на момент упразднения в состав Устьянского сельского поселения, до того в состав Заднесельского сельского поселения (с 1 января 2006 года по 9 апреля 2009 года входила в Томашское сельское поселение), с точки зрения административно-территориального деления — в Томашский сельсовет.
Расстояние до районного центра Устья по автодороге — 40 км, до центра муниципального образования Заднего по прямой — 16 км. Ближайшие населённые пункты — Горка-2, Сухарево, Никитинское.
По данным переписи в 2002 году постоянного населения не было.
Упразднена 20 ноября 2020 года.